# Хансен, Гуннар
Гуннар Хансен (англ. Gunnar Hansen; 4 марта 1947, Рейкьявик, Исландия — 7 ноября 2015, Мэн) — американский актёр и писатель исландского происхождения, наиболее известный ролью маньяка Кожаное лицо в культовом фильме ужасов «Техасская резня бензопилой» (1974).

## Биография
Хансен родился в Рейкьявике, в пять лет вместе с семьёй переехал в штат Мэн, а в одиннадцать — в Остин, штат Техас. Он учился в Техасском университете в Остине, где изучал английский язык и скандинавистику. Во время летних каникул подрабатывал на разных работах, в том числе вышибалой. На кастинг фильма «Техасская резня бензопилой» в 1973 году Хансен также пришёл ради подработки. Он произвёл впечатление на режиссёра Тоуба Хупера своим высоким ростом и крепким сложением, благодаря чему получил роль главного злодея — маньяка в маске из человеческой кожи, который с бензопилой охотится на группу подростков. Фильм был малобюджетным, и съёмочная группа вынуждена была работать в очень сжатом графике. Хансен в течение трёх недель ежедневно проводил по 12-16 часов в одном и том же нестираном костюме и маске, которые к концу съёмок страшно воняли. Хансен серьёзно подошёл к исполнению своей роли, изучал поведение психически нездоровых людей, чтобы лучше вжиться в образ маньяка, и старался передать его сложную натуру в сценах, где не было насилия.
Из-за дешевизны картины использование спецэффектов было сведено к минимуму, поэтому Хансен орудовал настоящей бензопилой, часто в опасной близости к другим актёрам, к тому же маска сильно ограничивала ему обзор. Хотя фильм оказался кассовым хитом, съёмочная группа и актёры почти ничего за него не получили. Хансен вспоминал, что первый чек за его работу над фильмом, был на сумму сорок семь долларов и семь центов, то есть за час работы он получал примерно два доллара.
Успех фильма сделал Хансена востребованным в малобюджетных фильмах ужасов. В 1977 году он сыграл злодея в фильме «Демон-любовник», который не имел успеха. После этого дружелюбный и интеллигентный Хансен, совершенно не похожий на своего известнейшего героя, ушёл из кино, отказавшись от роли в ещё одном культовом фильме ужасов «У холмов есть глаза», переехал в Мэн, где занялся писательской деятельностью. Он писал для нескольких журналов, всегда считая себя писателем, а не актёром. В 1993 году Хансен издал книгу о своём путешествии из Техаса к барьерным островам Атлантического побережья.
В конце 1980-х годов Хансен всё-таки вернулся в кино и снялся примерно в тридцати фильмах. Большинство из них своей концепцией мало отличались от «Техасской резни». Наиболее успешной из картин, в которой он был занят, стал фантастический триллер Гари Джонса «Москиты» (1995), где герой Хансена, беглый грабитель банков, так же ловко орудовал бензопилой, отбиваясь от монстров. От участия в сиквелах и ремейках оригинального фильма Хансен долго отказывался, в основном по финансовым причинам, однако он сыграл небольшую роль в картине 2013 года «Техасская резня бензопилой 3D». В том же году он опубликовал книгу Chain Saw Confidential, в которой рассказал о съёмках оригинального фильма и поделился своим видением персонажа Кожаное лицо.
Хансен скончался у себя дома 7 ноября 2015 года в возрасте 68 лет от рака поджелудочной железы.